# Ніноцміндійський муніципалітет
Ніноцмінді́йський муніципаліте́т (груз. ნინოწმინდის მუნიციპალიტეტი) — муніципалітет у Грузії, що входить до краю Самцхе-Джавахеті. Центр — Ніноцмінда.
Етнічний склад населення муніципалітету згідно з Переписом населення Грузії 2014 року:
| етнічна група | кількість осіб | частка щодо всього населення |
| ------------- | -------------- | ---------------------------- |
| вірмени       | 23 262         | 94,98%                       |
| грузини       | 1029           | 4,20%                        |
| росіяни       | 184            | 0,75%                        |
| українці      | 6              | 0,02%                        |
| греки         | 2              | 0,01%                        |
| Абхази        | 1              | 0,004%                       |
| Всього        | 24 491         | 100,00%                      |